# Ignacio Cembrero
Ignacio Cembrero Vázquez (Madrid, 1954) es un periodista, corresponsal y escritor español, especializado en la cobertura del Magreb.

## Biografía
Nacido en 1954 en Madrid, se crio en Luxemburgo, Bélgica y Francia. Estudió en el Instituto de Estudios Políticos de París (Sciences-Po) y en la Fondation nationale des sciences politiques (FNSP). Entró en el diario El País en 1979, ejerciendo de corresponsal en Oriente Próximo, en el Magreb y en Bruselas.
Abandonó El País en la primavera de 2014, sosteniendo que se sentía «abandonado» por el periódico después de la querella presentada por el presidente del gobierno marroquí Abdelilá Benkiran contra él ante la Audiencia Nacional. El gobierno marroquí le acusaba de un presunto delito de «enaltecimiento del terrorismo» por haber publicado en un blog un vídeo de Al Qaeda. La querella sería archivada por el magistrado Javier Gómez Bermúdez.
Poco después de su salida de El País, fichó por El Mundo, viéndose involucrado también en una denuncia, en este caso interpuesta por el empresario marroquí Ahmed Charai. Anunció su salida de El Mundo en 2015. Posteriormente ha trabajado para El Confidencial.

## Obras
- — (2006). Vecinos alejados. Los secretos de la crisis entre España y Marruecos. Galaxia Gutenberg.[12]
- — (2016). La España de Alá: cinco siglos después de la Reconquista. La Esfera de los Libros.[13]